# Castagno Miraglia
Il castagno Miraglia è un albero monumentale situato nei pressi di Camaldoli, all'interno del Parco nazionale delle Foreste Casentinesi, Monte Falterona e Campigna.

## Storia

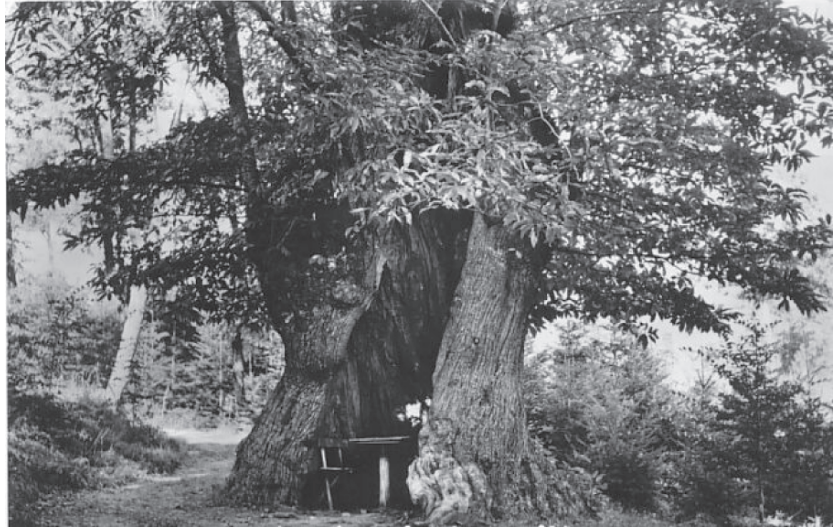
Fotografia di inizio '900, si nota il tavolo con sedia inserito entro lo spacco del tronco

L'albero prende il proprio nome dalla signora Elena, moglie del commendatore Nicola Miraglia, che alla fine dell'Ottocento fu direttore generale del Ministero dell'agricoltura, dell'industria e del commercio, che usava soffermarsi nella sua cavità.

## Caratteristiche
Imponenti sono le sue dimensioni con una altezza che raggiunge i 22 m e una circonferenza di 880 cm, che è la maggiore tra quella degli alberi di questo parco.
Non ben identificabile è invece l'età poiché l'analisi del diametro e dell'altezza della pianta stabilirebbe 500 anni, tuttavia oltre un secolo fa il Registro storico della foresta attribuiva alla pianta circa 200 anni, quindi ad oggi sarebbero complessivamente 300. L'albero è ritenuto il più grande esemplare di castagno della Toscana ed è stato definito uno dei più spettacolari patriarchi vegetali dell'Appennino.
La pianta è ora circondata da una fitta rete e da una staccionata in legno, posizionata alla fine degli anni '90, per difenderla dal calpestio dei numerosi turisti (che aumenterebbe la possibilità di un'asfissia radicale) e dagli animali selvatici, che potrebbero indebolire il suo stato già molto deteriorato dal tempo. Il castagno presenta un'apertura longitudinale di circa 10 m e profonda 1,5 m nella parte bassa, così grande da ospitare al suo interno, negli anni passati, un tavolo (poi tolto in seguito alla costruzione della staccionata). Nonostante tutto la pianta è ancora viva e riesce a veicolare verso la cima le sostanze nutritive necessarie al proprio sostentamento.